# Тасило II
Тасило II (на немски: Tassilo II) е от 716 до 719 г. херцог на Бавария в Пасау.

## Живот
Тасило е от династията Агилолфинги. Син е на Теодо II и Фолхайд. Брат е на Гримоалд II и Теудеберт. Племенник е на херцог Одило на Бавария.
През 712 г. баща му разделя херцогството си между синовете си. През 719 г. Тасило умира и на трона го наследява брат му Теудеберт.

## Фамилия
Жени се за Има († 750), от която има две деца:
- Гримоалд
- Сванхилда, по-късната съпруга на Карл Мартел.